# Uroptychodes spinulifer
Uroptychodes spinulifer is een tienpotigensoort uit de familie van de Chirostylidae. De wetenschappelijke naam van de soort is voor het eerst geldig gepubliceerd in 1940 door Van Dam.